# Nervus ophthalmicus
Der Nervus ophthalmicus („Augapfelnerv“; von altgriechisch ophthalmos ‚Augapfel‘) ist der erste der drei Hauptäste des V. Hirnnervs, des Nervus trigeminus, und wird mit V1 abgekürzt. Er ist für die sensible Innervation der Augengegend verantwortlich. Er verlässt die Schädelhöhle durch die Fissura orbitalis superior und gelangt so in die Augenhöhle hinter dem Auge.
Der Nervus ophthalmicus teilt sich wiederum in vier Hauptäste: R. tentorii, N. frontalis, N. lacrimalis und N. nasociliaris.

## Ramus tentorii
Der sensible Ramus tentorii kehrt in die Schädelhöhle zurück und innerviert dort Bildungen der harten Hirnhaut (Dura mater, speziell Tentorium cerebelli membranaceum und Dura fossae cranii posterioris).

## Nervus frontalis

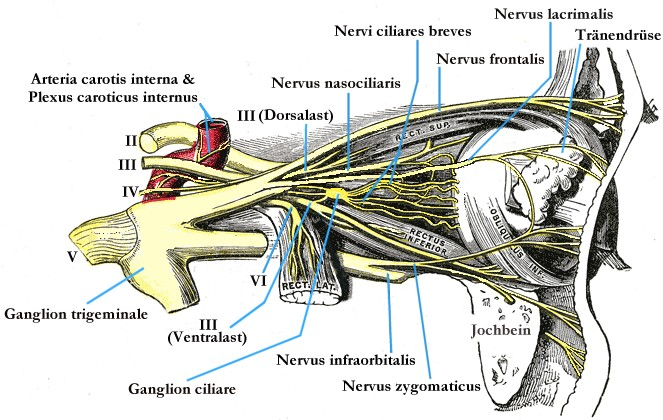
Nerven der Augengegend

Der Nervus frontalis („Stirnnerv“, von lateinisch frons „Stirn“) zieht medial der äußeren Augenmuskeln zum Oberrand der Orbita und gelangt dort an die Oberfläche, bei Pferden tritt er durch das Foramen supraorbitale. Er besitzt zwei Aufzweigungen:
- Nervus supraorbitalis: Der Nerv tritt beim Menschen durch das Foramen supraorbitale am Oberrand der Orbita (erster Trigeminusdruckpunkt). Der Nervus supraorbitalis innerviert die Stirngegend sensibel. Raubtieren fehlt das For. supraorbitale, hier tritt der Nerv um den Rand der Augenhöhle.
- Nervus supratrochlearis: Dieser Nerv tritt am nasenseitigen Augenwinkel an die Oberfläche und versorgt die entsprechende Gesichtsregion einschließlich des oberen Augenlides. Bei Raubtieren innerviert er auch die Schleimhaut der Stirnhöhle.

## Nervus lacrimalis
Der Nervus lacrimalis („Tränennerv“, von lateinisch lacrima „Träne“) verläuft seitlich über die äußeren Augenmuskeln und verlässt am seitlichen Augenwinkel die Orbita. Er versorgt die Tränendrüse und den Bereich des schläfenseitigen (temporalen) Augenwinkels sensibel. Er hat Verbindungen zum Nervus zygomaticus (des Nervus maxillaris), so dass sich die Versorgungsgebiete der beiden Nerven überschneiden.
Über den Nervus lacrimalis werden auch postganglionäre parasympathische (sekretorische) und sympathische Fasern zur Tränendrüse geführt. Die sympathischen Fasern stammen aus dem Plexus caroticus internus. Die parasympathischen Fasern entstammen dem 7. Hirnnerven (Nervus facialis, genauer aus dem Nervus petrosus major) und werden im Ganglion pterygopalatinum auf postganglionäre Fasern umgeschaltet. Über den (Ramus communicans) Nervus zygomaticus, der wiederum als Leitstruktur genutzt wird, gelangen die sympathischen und parasympathischen Fasern zum Nervus lacrimalis.

## Nervus nasociliaris
Der Nervus nasociliaris (von lateinisch nasus „Nase“ und cilium „Wimper“, „Lid“) überkreuzt den Sehnerven von lateral nach medial und teilt sich an der nasenseitigen Orbitawand in Nervus ethmoidalis, den Nervus infratrochlearis und die Nervi ciliares longi. Diese Nerven versorgen die Nasenhöhle, die Tränenwege und die mittlere Augenhaut, die Cornea und die Bindehaut.